# Rumelifeneri, Sarıyer
Rumelifeneri és un poble de pescadors al districte de Sarıyer, província d'Istanbul. És famós pel far Rumeli Feneri que li dona el nom. Es troba a l'extrem nord del Bòsfor, al continent europeu, i al davant d'Anadolufeneri a Beykoz, a la part asiàtica d'Istanbul.